# Dave Itzkoff
David L. Itzkoff, född den 2 mars 1976 i New York, USA, är en amerikansk journalist och författare, som arbetar för The New York Times. Itzkoff växte upp i Bronx tillsammans med sina föräldrar Madelin och Gerald Itzkoff och sin syster Amanda. Han utbildade sig vid Princeton University och 1999 började han arbeta för tidskriften Details. Mellan 1999 och 2002 arbetade Itzkoff för Maxim och 2002–2006 för Spin. Sedan juni 2007 har han arbetat för The New York Times.